# Хименес, Шави
Чави Хименес, также Ксави Хименес (кат. Xavi Giménez; род. 1970, Барселона) — испанский (каталонский) кинооператор.

## Биография
Одна из первых снятых им короткометражных лент, фильм «Вальтер Перальта» (1993) сразу завоевал первую премию за операторскую работу на МКФ в Иерусалиме. Мастерски создавая соответствующее настроение, в дальнейшем снимал преимущественно картины фантастического жанра или триллеры, чаще всего — с каталонским кинорежиссёром Жауме Балагеро.
В 2009 году стал лауреатом премии «Гойя» за лучшую операторскую работу за фильм «Агора».

## Избранная фильмография

### Оператор
- 1999: Без имени / Los sin nombre (Жауме Балагеро, премия МКФ в Ситжесе)
- 2001: Интакто / Intacto (Хуан Карлос Фреснадильо, номинация на премию Гойя, премия за лучшую операторскую работу на Фестивале испанского кино в Тулузе)
- 2002: Тьма / Darkness (Жауме Балагеро, кинопремия Барселоны за лучшую операторскую работу)
- 2003: Слова убийцы / Palabras encadenadas (Лаура Манья, Серебряня биснага на Фестивале испанского кино в Малаге за лучшую операторскую работу)
- 2004: Машинист / The Machinist (Брэд Андерсон, кинопремия Барселоны за лучшую операторскую работу, премия МКФ в Ситжесе)
- 2005: Хрупкость / Frágiles (Жауме Балагеро по сценарию Жорди Гальсерана, кинопремия Барселоны за лучшую операторскую работу)
- 2006: Летний дождь / El camino de los ingleses (Антонио Бандерас)
- 2006: Заброшенный дом / The Abandoned (Начо Серда)
- 2008: Транссибирский экспресс / Transsiberian (Брэд Андерсон)
- 2009: Агора / Agora (Алехандро Аменабар, премия «Гойя» за лучшую операторскую работу)
- 2012: Красные огни / Red Lights (Родриго Кортес)
- 2012: Я тебя хочу / Tengo ganas de ti (Фернандо Гонсалес Молина)
- 2013: Освободитель / Libertador (Альберто Арвело)
- 2013: Исмаэль / Ismael (Марсело Пиньейро)
- 2015: Пальмы в снегу / Palmeras en la nieve (Фернандо Гонсалес Молина)
- 2017: Обитель теней / Marrowbone (Серхио Х. Санчес)
- 2017: Невидимый гость / Contratiempo (Ориол Пауло)

### Режиссёр
- 2010 — Домашние животные/ Animales domésticos (в производстве)